# Gong

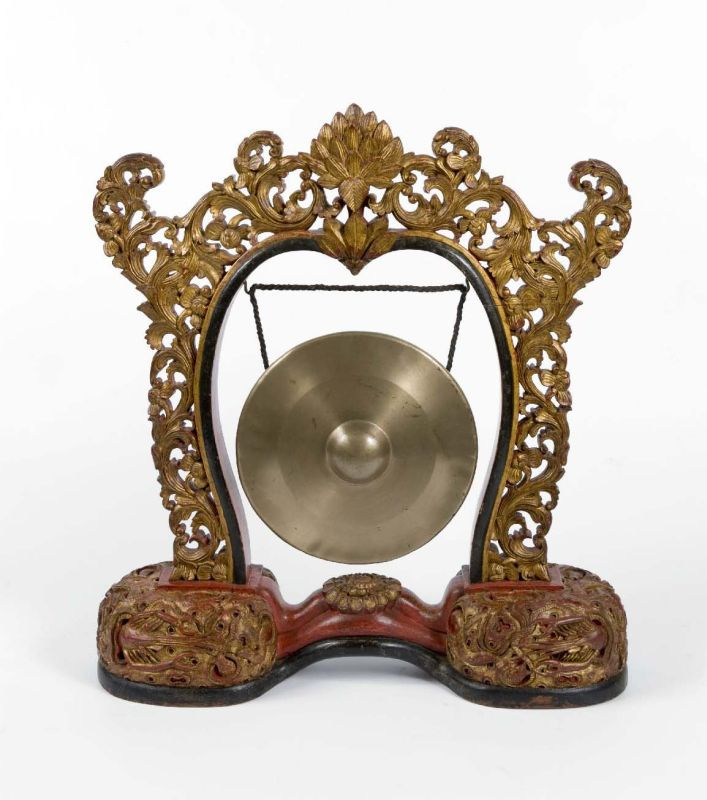
Seltener Buckelgong aus Eisen des balinesischen Gamelan semar pegulingan, Vorläufer des heutigen Gamelan Gong Kebyar-Ensembles. Vor 1939

Ein Gong ist ein Aufschlag-Idiophon, also ein unmittelbar geschlagener, selbsttönender Klangkörper, der als Musik- oder Signalinstrument dient. Er besteht aus einer kreisrunden Metallplatte, die senkrecht am Rand frei schwingend aufgehängt ist oder an den Rändern waagrecht auf einem Gestell liegt. Die für die Tonerzeugung maßgeblichen Schwingungen nehmen zum Mittelpunkt zu. Im Unterschied dazu sind bei einer am Scheitelpunkt aufgehängten Glocke die Schwingungen im unteren Randbereich am größten.

## Etymologie
Nach der gängigen Etymologie ist gong ein onomatopoetisches Wort aus der javanischen Sprache. Diese Einschätzung scheint etwas eng gegriffen, da gong auch in den meisten anderen austronesischen Sprachen vorkommt. Ihr widerspricht auch, dass Indonesier ein feines Gespür für eine lautmalerische Sprachverwendung besitzen und die Silbe go-ng nicht den typischen schwebenden Nachklang eines javanischen Buckelgongs wiedergibt. Es handelt sich vermutlich um eine spätere Übernahme in das Javanische. Nach einer anderen, möglicherweise ebenso lokalpatriotisch gefärbten Herleitung soll gong auf Thailändisch khong zurückgehen. In einer chinesischen Chronik von 517 v. Chr. aus der Zhou-Dynastie bedeutete gong den Grundton der siebenstufigen Tonleiter.
In der altjavanischen Literatur steht nicht gong, sondern gubar für ein Metallidiophon unbekannter Form. Es dürfte ein hängender Gong für den Kriegseinsatz, also mit entsprechend lautem Klang gewesen sein. Eine tatsächliche Lautnachahmung ist das balinesische Wort  girr für den Klang eines Gongs; als gong mit einem entsprechenden Zusatz bezeichnen Balinesen ihre verschiedenen Gamelan-Ensembles.
Das chinesische Schriftzeichen für gu („kurz klingend“) der Sui- (581–618) und Tang-Dynastie (618–907) bezeichnet Felltrommeln allgemein, aber bis auf die frühen bronzenen Kesselgongs (tonggu) keine Idiophone. Zusammen mit dem Zeichen tong („lang klingend“) stand tong-gu oder tanggu auch für lange nachklingende große Felltrommeln mit einem metallenen Korpus. Aus tong-gu könnte lautmalerisch umgebildet über gu-ng das javanische Wort entstanden sein: gu wäre der kurze Schlag auf die Felltrommel und ng der metallene Nachklang.

## Einteilung
Gongs kommen in unterschiedlichen Größen und Formen vor, die beiden Hauptkategorien sind Flachgongs und Buckelgongs. Erstere bestehen aus einer flachen, leicht gekrümmten oder gewellten Platte, die am Rand umgebogen ist. Stark gekrümmte, schalen- oder gefäßförmige Platten werden zu Metalltrommeln, annähernd U-förmige Behälter heißen Kesselgongs. Die größte Bedeutung besitzen die in weiten Teilen Südostasiens verbreiteten Buckelgongs, sie charakterisiert eine deutliche Aufwölbung in der Mitte. Buckelgongs sind abhängig vom Durchmesser und im Unterschied zu flachen Gongs in einer bestimmten Tonhöhe herstellbar.
Zum westlichen Orchester gehört üblicherweise ein großer flacher Gong mit durchschnittlich 100 Zentimetern Durchmesser, einem umgebogenen schmalen Rand und unbestimmter Tonhöhe. Der Spieler schlägt ihn in der Mitte oder etwas außerhalb mit einem Gongschlägel an. Buckelgongs, die in Südostasien zu den melodieführenden Instrumenten gehören, werden in der Mitte angeschlagen. Der Kopf des Schlägels besteht aus Filz, Holz, Metall oder Kunststoff. Die meisten Gongs werden aus einer Bronzelegierung gewalzt und gehämmert.
Ein Gongspiel wie das chinesische yunluo fasst mehrere Gongs unterschiedlicher Tonhöhen in einer Rahmenkonstruktion zusammen. Zimbeln ähneln flachen Gongs, besitzen aber keinen umgebogenen Rand und werden nur an der Außenkante an- oder paarweise gegeneinander geschlagen.

## Herkunft
Die mehrfach im Alten Testament auftauchenden Instrumentennamen selslim und meziltajim bezogen sich wohl auf Zimbeln. Im Hohelied der Liebe heißt es in der Einheitsübersetzung „wäre ich dröhnendes Erz oder eine lärmende Pauke“ (1. Korinther 13, 1), in anderen Übersetzungen wird an dieser Stelle „Erz“ mit „Gong“ wiedergegeben. Vermutlich gab es im Antiken Griechenland ein zumindest gongähnliches Schlaginstrument. In griechischen Mythen schlugen junge Männer auf Metallscheiben, um die Schreie des kindlichen Zeus zu übertönen. Die Römer besaßen Handglocken, Gongs und Metallscheiben (discus), die an einer durch ein mittiges Loch gezogenen Schnur herabhingen und als Signalinstrumente dienten. In das 1. oder 2. Jahrhundert n. Chr. datiert ein zwischen 1877 und 1882 in der Grafschaft Wiltshire im Südwesten Englands ausgegrabener römischer Gong.
Aus vorchristlicher Zeit stammen die ältesten chinesischen Kesselgongs. Jaap Kunst (1956) vertritt die Ansicht, dass sich der Gong in hellenistischer Zeit (ab dem 4. Jahrhundert v. Chr.) vom östlichen Mittelmeerraum bis nach China ausbreitete. Als Ursprung nahm er das bei altgriechischen Totenritualen geschlagene echeion an, das vielleicht ein Flachgong oder eine Schlagplatte war. Zur Unterstützung dieser These führt er den Namen der sassanidischen Laute barbat auf das griechische Wort barbitos für ein anderes Saiteninstrument zurück. Die Form der sassanidischen Laute lag wiederum der chinesischen Laute pipa zugrunde. Diese Ausbreitungshypothese gilt heute nach archäologischen Funden in Südchina aus dem 1. Jahrtausend v. Chr. als widerlegt.
Ein früher Grabfund eines flachen Gongs aus der Region Guangxi wird in die Han-Zeit (206 v. Chr. – 220 n. Chr.) datiert. Er misst in der flachen Mitte 22 Zentimeter im Durchmesser und einschließlich des schrägen Randes 32 Zentimeter. An drei durch den Rand gezogenen Ringen war der Gong aufgehängt. Ob zwischen den älteren Kesselgongs und den sonstigen Gongtypen eine Beziehung bestand, ist nicht bekannt. Andere chinesische Gongs waren seit Anfang des 6. Jahrhunderts in Gebrauch und sollen laut der Enzyklopädie Tongdian (fertiggestellt 801) von Zentralasien eingeführt worden sein. In chinesischen Quellen tauchen ab dem 9. Jahrhundert Gongs unter dem Sammelbegriff luo auf, ein Präfix charakterisiert einen bestimmten Gongtyp (shaluo, zhengluo) oder verweist auf die Herkunftsregion. Die in der heutigen chinesischen Musik verbreiteten flachen Gongs mit schmalen Rändern sind bereits in der Abhandlung Yue shu (um 1100) abgebildet und tragen dort die Namen zheng, tongzheng oder tongluo.
Zu Herkunft und Verbreitung der chinesischen Gongs siehe: Luo.
Als älteste Verwendung eines Gongs in einem westlichen Orchesterwerk gilt François-Joseph Gossecs Marche lugubre (1791) zum Tod von Mirabeau. Darauf folgten Daniel Steibelts 1793 in Paris uraufgeführte Oper Romeo und Julia, Jean-François Lesueurs Oper Ossian, ou les Bardes von 1804, Gaspare Spontinis Oper La vestale von 1807, die 1831 uraufgeführte Oper Norma von Vincenzo Bellini und die Oper Robert le diable (1831) von Giacomo Meyerbeer. Eine besondere musikalische Funktion haben Tamtams im Finale von Tschaikowskis 1893 uraufgeführter 6. Sinfonie und in Edward Elgars Oratorium The Dream of Gerontius von 1900.
John Cage verlangt in First Construction (in Metal) von 1939 zwölf Buckelgongs, vier auf Polstern ruhende Gongs, ein Gong, der in einer Wanne voller Wasser eingetaucht wird, und ein Tamtam. In Rituel in memoriam Bruno Maderna von Pierre Boulez (1975) spielt ein Perkussionist sieben Buckelgongs und ein weiterer sieben abgestufte Tamtams.

## Flachgongs

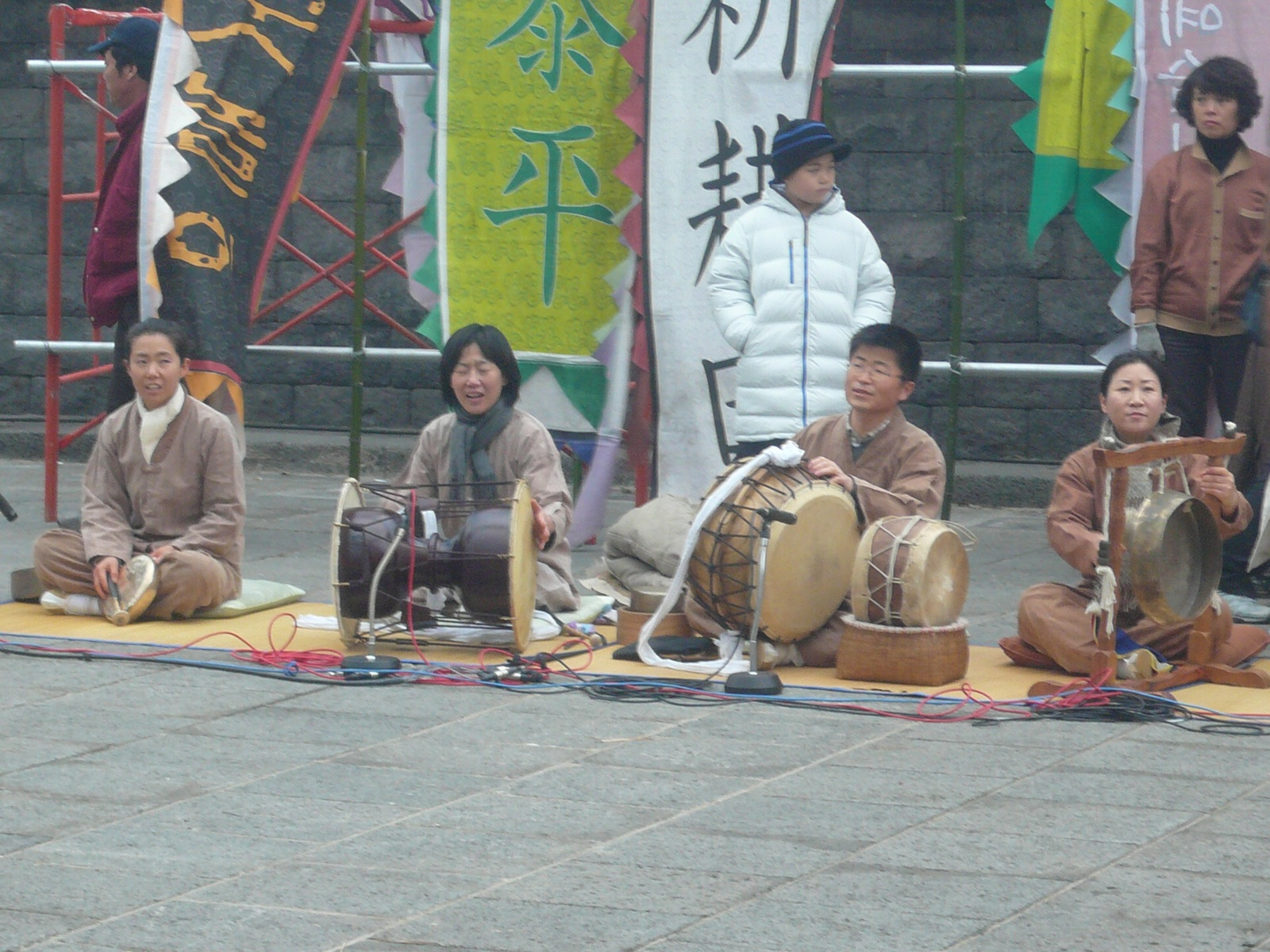
Bäuerliche Volksmusik (Pungmul), eine Form des koreanischen Musikstils (Samulnori), bei dem zwei Trommeln und zwei Flachgongs gespielt werden. Von links nach rechts: Gong (kkwaenggwari), Sanduhrtrommel (janggu), Fasstrommel (buk), Gong (jing)

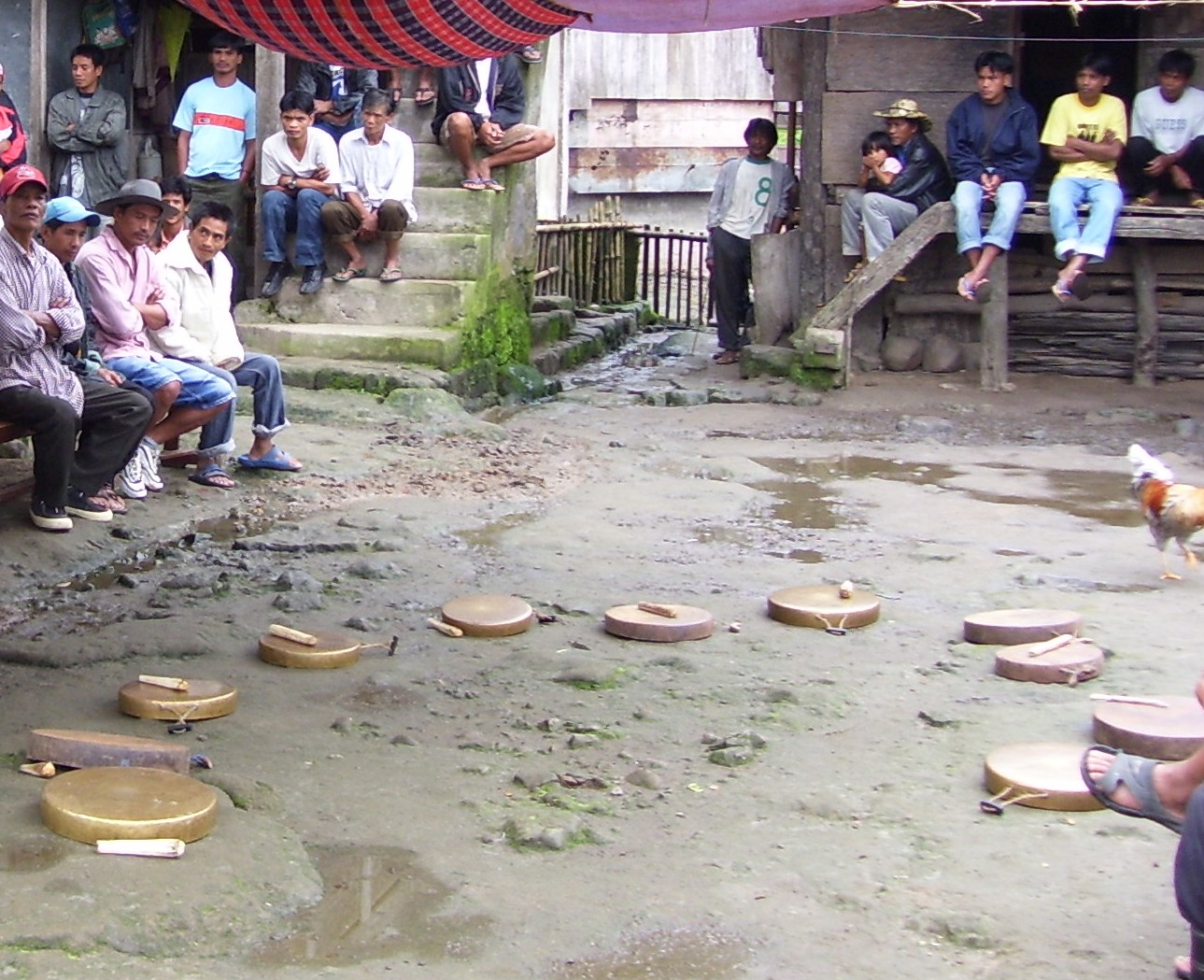
Set aus mehreren Flachgongs gangsa in den Bergregionen der nordphilippinischen Insel Luzon. Mit Holzschlägeln bereit zum Spielen

Der Gong kann in der populären Musik ein ergänzender Teil des Schlagzeugs sein, im klassischen Orchester wird meist ein hängender Gong nach dem Vorbild des chinesischen Tamtam gespielt. Der Tamtam des westlichen klassischen Orchesters hat einen ungefähren Durchmesser von 90 bis 100, in seltenen Fällen bis 150 Zentimetern. Perkussionsensembles erzeugen mit ihm Effekte, indem sie ihn außerhalb der Mitte anschlagen. Flachgongs werden konzertant oder therapeutisch auch in der New-Age-Musik eingesetzt, um einen anhaltenden Klangteppich zu erzeugen. Melodische oder rhythmisierte Musik ist hier nicht beabsichtigt.
In der japanischen zeremoniellen Hofmusik Gagaku wird der schüsselförmige Gong shōko
mit zwei Holzstöcken angeschlagen. Er ist mit dem chinesischen Gong zhenggu verwandt und blieb als ein Abkömmling der mittelalterlichen chinesischen Gongs erhalten.
Im Norden Chinas gibt es noch den bereits im 16. Jahrhundert erwähnten, tellerförmigen Gong dangdang mit 15 Zentimetern Durchmesser, der in Dörfern der Hebei-Provinz gespielt wird und in einem kleinen Rahmen mit Standbeinen hängt. Üblicherweise zehn ähnliche Gongs, die diatonisch gestimmt sind und in einem tragbaren Rahmen hängen, bilden das Gongspiel yunluo („Wolken-Gong“). Es gibt auch Gongspiele mit 7, 9, 14 und bis zu 40 Gongs. Yunluo sind tellerförmig mit einem breiten Rand parallel zum flachen Boden. Der vor dem Gestell sitzende Musiker schlägt die Gongs mit einem Stab in jeder Hand. In Korea heißt ein verwandtes Gongspiel ulla.
Ein weiterer kleiner Gong aus Südchina ist der an einer Schnur mit der Hand gehaltene, neun Zentimeter große jiaoluo („Ruf-Gong“), noch kleiner der xiangzhan (sechs Zentimeter, „Resonanz-Tasse“) in der Provinz Fujian.
Besondere gewölbte Gongs mit einer flachen Mitte produzieren eine sich nach dem Anschlag ändernde Tonhöhe. In der Pekingoper und anderen chinesischen Opernstilen wird der xiaoluo, ein kleiner Gong von 22 Zentimetern Durchmesser, mit den Fingerspitzen am Rand gehalten und mit einem hölzernen Schlägel gespielt, wobei sich der Ton nach dem Anschlagen erhöht. Der mit 30 Zentimetern etwas größere Gong daluo hängt an einer Kordel, sein Ton erniedrigt sich nach dem Anschlagen. Die beiden waren im 16./17. Jahrhundert zunächst in der Kunqu-Oper im Einsatz.
Bei mehreren indigenen Volksgruppen der Igorot in den Berggebieten der nordphilippinischen Insel Luzon sind gangsa genannte, flache Bronzegongs die einzigen traditionell nur bei Zeremonien verwendeten Musikinstrumente. Jeder Gong wird einzeln von einem Musiker mit den Händen oder einem Stöckchen geschlagen. Häufig sind Ensembles mit vier bis sieben Gongs, die zur Begleitung von Tänzen oder von den Tänzern selbst gespielt werden.
Für die indische Musik sind Flachgongs typisch, die meist in der volkstümlichen religiösen Musik geschlagen werden, jedoch keine Buckelgongs. Hierzu zählt beispielsweise der tellerförmige Gong jagate (Kannada) aus Messing oder Eisen mit einem breiten, rechtwinklig umgebogenen Rand. Er wird beim Yakshagana-Tanztheater in Karnataka eingesetzt. Der Durchmesser des jagate beträgt knapp 20 Zentimeter, er wird an einer Schnur hängend mit der Hand gehalten und mit einem Schlägel (kolu) geschlagen, der aus einem Holzstab und einem dicken Baumwollkopf besteht. Kleinere Ausführungen heißen auch gante. Eine Vorform indischer Flachgongs ist eine dicke kreisrunde Schlagscheibe aus gegossener Bronze, die in Tamil Nadu semakkalam heißt. Der semakkalam wird von Bettlern, Mitgliedern bestimmter Kasten und von Hindupilgern während der Prozession und in den Tempeln als Taktgeber mit einem Holzstöckchen geschlagen. Ghari (Sanskrit) könnte auch eine solche Scheibe bezeichnet haben oder ein funktioneller Begriff für Schlaginstrumente jeder Art gewesen sein. Weitere heutige Namen für indische Flachgongs sind ghariyaval (Hindi), segandi (Tamil) oder seganta (Telugu).
Im äußersten Nordosten Indiens sind Buckelgongs, schalenförmige Gongs mit gewelltem Rand und Flachgongs mit abgekantetem Rand verbreitet, letztere bei den Mizo (die dem Bundesstaat Mizoram seinen Namen gaben) und bei den Garo von Meghalaya. Die Garo verwenden sechs unterschiedlich große, rang genannte flache und gewölbte Gongs mit Durchmessern von 11 bis 32 Zentimetern zum Musizieren und bei religiösen Ritualen. Der Besitz von rang gilt als Zeichen für Wohlstand. Alle rang werden in der Hand gehalten und mit einem Schlägel geschlagen, sie dienen als Begleiter für die Röhrentrommeln dama, kram oder natik. Einen tiefen Ton produziert die rang agong, einen hohen Ton die rang bisa.
Ein seltener flacher Gong in der jemenitischen Musik, der aus einem Kupferteller besteht, ist der sahn nuhasi. Einen ähnlichen flachen Teller (indonesisch dulang) in einer ansonsten von Buckelgongs geprägten musikalischen Umgebung verwenden die Minangkabau auf Sumatra bei Sitztänzen.
Als Signalinstrumente kommen Gongs unter anderem in der Schule (Anzeige von Unterrichtsbeginn oder -ende), beim Boxkampf (Anzeige von Rundenbeginn oder -ende), vor Lautsprecher-Durchsagen in Bahnhöfen oder als Zeitzeichen in Hörfunk und Fernsehen zum Einsatz. In der katholischen Liturgie sind sie ein Aufmerksamkeitszeichen zur Elevation in der Messfeier.

## Buckelgongs

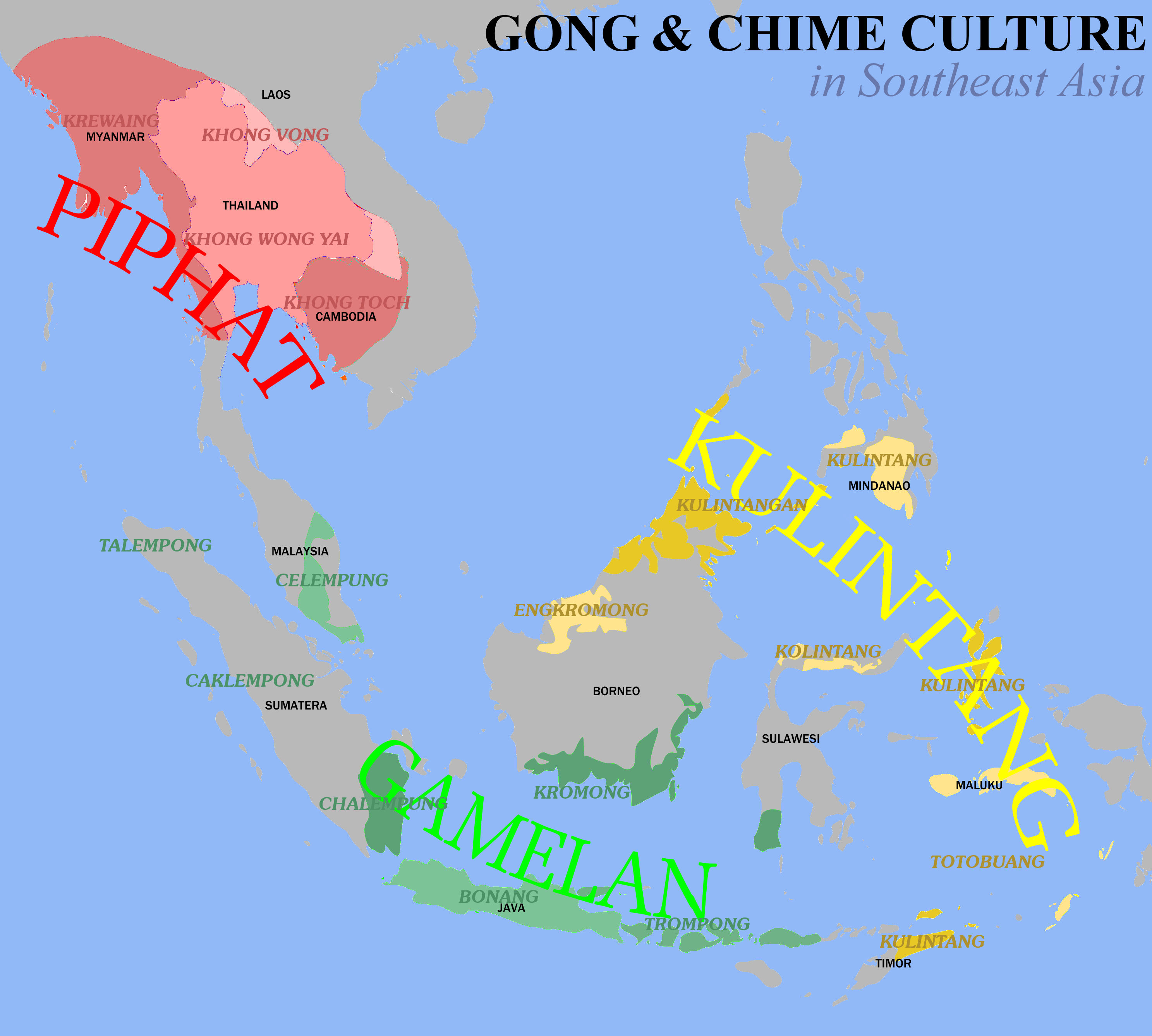
Ungefähre Verbreitungskarte von liegenden und hängenden Buckelgongreihen in Südostasien

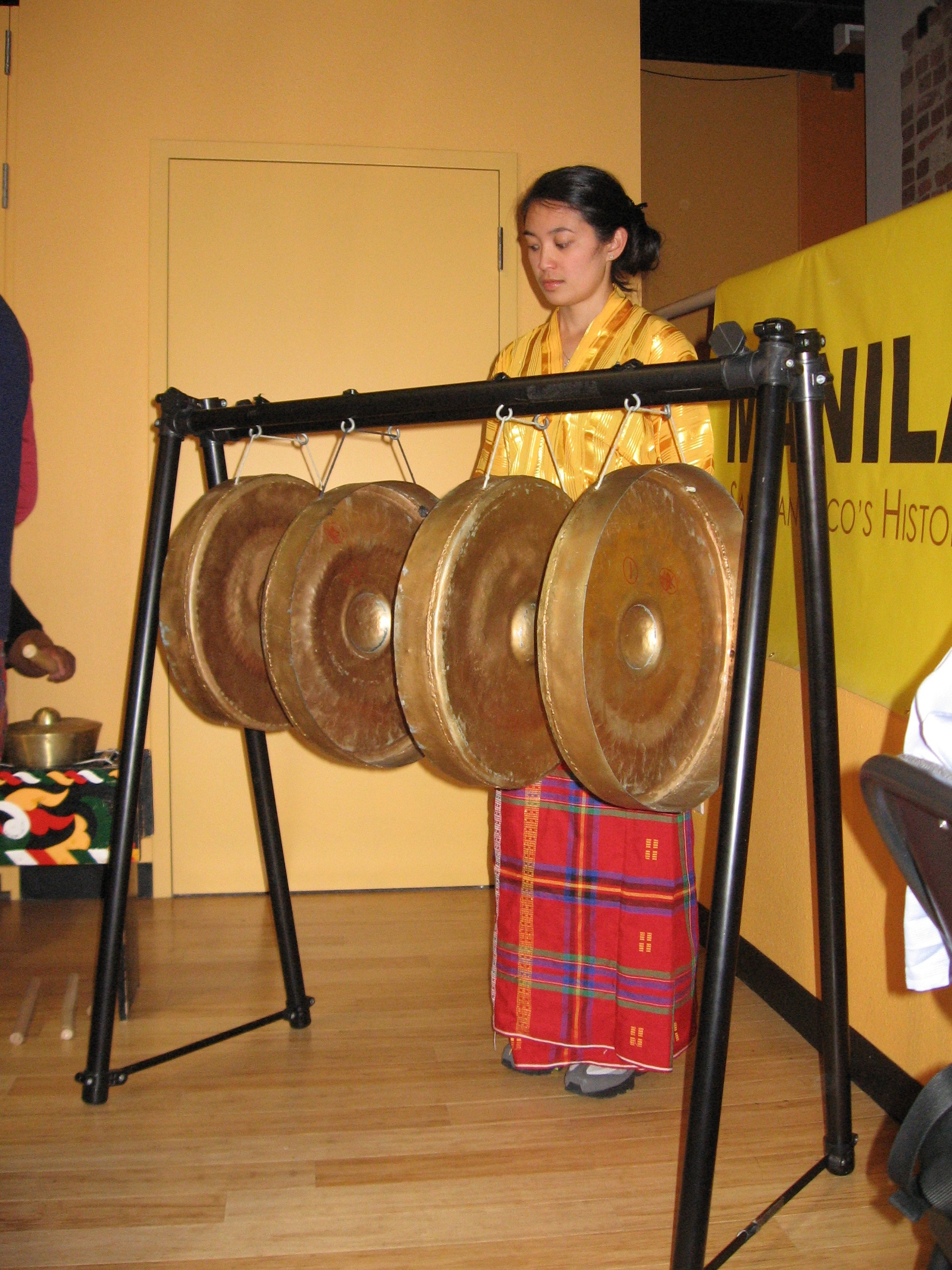
Gandingan, vier große hängende Gongs der südphilippinischen Maguindanao (Moros), die zusammen mit der Buckelgongreihe kulintang gespielt werden

Der Verbreitungsschwerpunkt für Buckelgongs liegt in Südostasien. Einzelne Gongs oder Gongspiele, die aus mehreren nebeneinander liegenden oder hängenden Gongs bestehen und als Melodieinstrumente eingesetzt werden, sind charakteristisch für die Hsaing-waing-Ensembles in der burmesischen Musik, für die thailändischen Piphat-Orchester, die kambodschanischen Pinpeat- und Mohori-Orchester, für Borneo, einige indonesische Inseln wie Sumatra und besonders für das javanische und balinesische Gamelan sowie den Musikstil Kulintang der südphilippinischen Inseln. Mit dem Kulintang sind die Gong-Ensembles Kulintangan und Engkerumong im malaysischen Nordteil Borneos verwandt. Die melodieführende Buckelgongreihe wird in diesen Ensembles durch einzelne hängende Buckelgongs wie bandai, tawak, canang und gong agung rhythmisch ergänzt. Die Westgrenze dieses weitgehend zusammenhängenden Gebiets reicht über Myanmar hinaus bis zu den tibetobirmanischen Sprachgruppen Nordostindiens. Dort sind grenzüberschreitend von Manipur und Mizoram bis Myanmar und in den Chittagong Hill Tracts der große einzelne Gong dahpi und ein Set aus drei Gongs dapu verbreitet. Bei den Thado (Thadou) von Manipur sind solche Gongs ein Teil des Brautpreises.
Maung heißen allgemein Buckelgongs in der burmesischen Musik. Königliche Repräsentationsinstrumente waren früher ngwe-maung (silberner Gong) und shwe-maung (goldener Gong). Ein Kreis mit 21 gestimmten Buckelgongs nennt sich kyi waing oder kyi naung. Ein weiterer burmesischer Gongkreis, maung zaing, besteht aus 18 oder 19 Gongs, die in fünf separate Holzrahmen aufgeteilt, übereinander angeordnet sind. Gelegentlich werden kyizi fälschlich als Gong bezeichnet. Dies sind flache Schlagplatten meist aus Messing, die in burmesischen Klöstern rituell geschlagen werden.
Zum thailändischen Piphat-Orchester gehört das kreisförmige Gongspiel khong wong yai aus 16 Buckelgongs, deren Durchmesser von 12 auf 16 Zentimeter zunimmt und der etwas höher gestimmte Gongkreis khong wonk lek aus 18 kleineren Buckelgongs. Der Spieler nimmt beidesmal in der Mitte Platz, er verwendet zwei Schlägel mit scheibenförmigen Köpfen. Die Durchmesser betragen 125 Zentimeter beim erstgenannten und etwa 102 Zentimeter beim kleineren Instrument. Außerhalb der klassischen Musik gibt es in Thailand einzelne Gongs wie den pan (ปาน) oder phan (พาน) aus Nordthailand, der einen kleineren Schlagbuckel (pentju) besitzt. Er wird zusammen mit Trommeln und Paarbecken während Trauerfeiern und bei Tempelfesten gespielt. Im nordöstlichen Landesteil Isan heißt der Gong phang hat (พังฮาด). Er misst etwa 40 Zentimeter im Durchmesser und wird mit einem gepolsterten Schlägel angeschlagen. Der gong mong (ฆ้องโมง) ist ein großer Gong, der während Begräbnisfeierlichkeiten gespielt wird. Ein Gongkreis in der mit der thailändischen verwandten Musik von Laos (khlong vong) verfügt über mindestens elf Buckelgongs.
Auf dem südostasiatischen Festland reicht das Verbreitungsgebiet der Buckelgongs im Osten über Thailand, Laos und Kambodscha bis zu den Minderheitsvölkern des vietnamesischen Berglandes. Bei den nordvietnamesischen Mường stellen Gongs die wertvollste Mitgift der Braut dar und entsprechen dem Tauschwert eines Wasserbüffels oder einer Kuh. Gongs kommen etwa im selben Gebiet wie Stelzenhäuser vor, während die vietnamesische und die chinesische Mehrheitsbevölkerung traditionell Ziegelhäuser auf dem Erdboden errichtet.
Die Musik der Malaiischen Halbinsel im Süden wird durch thailändische, indonesische und Einflüsse der muslimischen Einwanderer aus den Ländern des Nahen und Mittleren Ostens geprägt. Gongs markieren in den meisten traditionellen Ensembles den Takt. Der größte malaiische Gong ist der paarweise senkrecht aufgehängte tawak (auch tetawak). Die Gongreihe aus sechs waagrecht aufgehängten Buckelgongs canang begleitet Wayang Kulit-Theateraufführungen. Auch bei Tänzen des islamischen Kulturkreises wie dem Zapin kommt ein Gong vor.

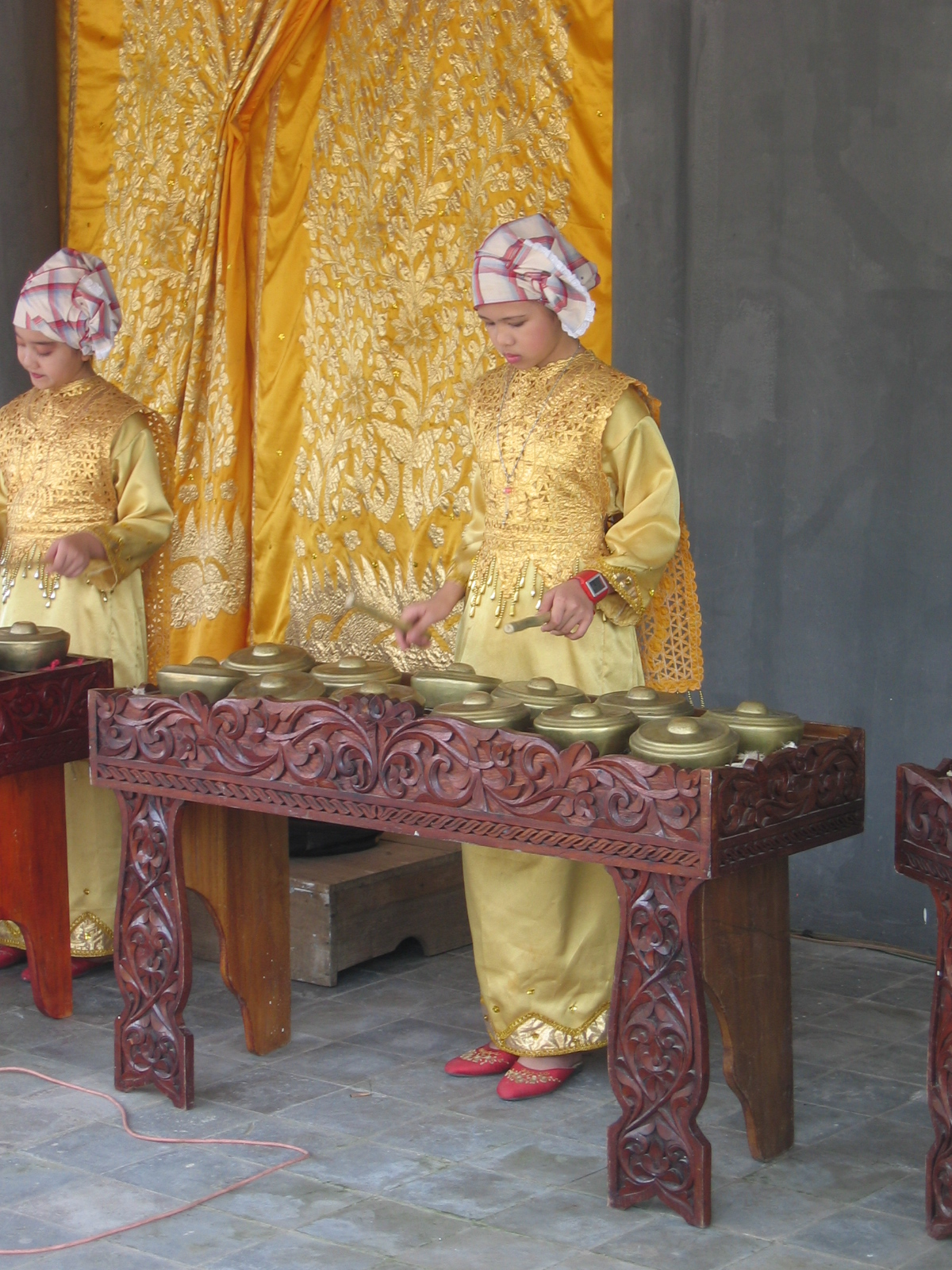
Talempong der muslimischen Minangkabau auf Sumatra

Im indonesischen Gamelan, der klassischen Musik auf Java, Bali und Lombok, gehören Reihen von liegenden Buckelgongs zusammen mit Metallophonen zu den führenden Melodieinstrumenten. Das javanische bonang ist ein Gestell aus einer Doppelreihe Buckelgongs, die an zwei Schnüren in einem Holzgestell aufgehängt sind. Das Gegenstück in der balinesischen Musik heißt reyong. Im älteren balinesischen Gamelan Gong Gede kommt ein reyong mit vier bis sechs Gongs in einer Doppelreihe zum Einsatz, im heute bekanntesten Gamelan Gong Kebyar besitzt dasselbe Instrument zwölf Gongs. Eine ähnliche Doppelreihe Buckelgongs der Minangkabau in Sumatra, genannt talempong oder caklempong, besteht ebenfalls aus zwölf Gongs, die im Unterschied zu den anderen indonesischen Gongreihen in einem Tischgestell montiert sind und nicht am Boden sitzend, sondern im Stehen gespielt werden. Im Volkstheater randai spielen ein talempong, eine Bambuslängsflöte saluang und eine zweifellige Trommel gandang katindik zusammen. Die einfachere Form calempung (penyelalu), bestehend aus fünf Buckelgongs, die auf zwei, über einem Holzkasten gespannten Schnüren aufliegen, spielen zwei sich am Boden gegenüber sitzende Musiker in der Provinz Riau. Das Repertoire ist dasselbe wie beim dortigen Xylophon gambang mit fünf Holzplatten.
Agung bezeichnet in verschiedenen Teilen der Philippinen, Indonesiens, auf Kalimantan und auf der malaysischen Halbinsel unterschiedlich große, senkrecht hängende Buckelgongs mit breiten Rändern und mit bis zu 60 Zentimetern Durchmesser. Die kleinsten agung mit 27 Zentimetern Durchmesser und 4 Zentimetern Rand besitzt die Tiruay-Volksgruppe auf Mindanao.
Eine Besonderheit ist die ausschließlich zur rhythmischen Begleitung eingesetzte Gruppe von vier Buckelgongs ogung der Toba-Batak im Norden Sumatras. Sie gehören zum Zeremonialensemble gondang sabangunan, in dem fünf gestimmte Trommeln taganing und eine Kegeloboe sarune als Melodieinstrumente fungieren.
Der große, tief klingende gong ageng markiert in der javanischen und balinesischen Musik sowie in der Musik von Lombok Beginn und Ende der langen musikalischen Einheiten. In einem Orchester kommen selten mehr als ein oder zwei gong agung vor. Sein langer Nachklang wird nie abgedämpft. Kürzere musikalische Zyklen werden mit einem Set von kleineren gong suwukan unterschiedlicher Tonhöhen gekennzeichnet.
Der kempur ist ein an zwei Schnüren in einem Holzrahmen hängender Buckelgong von 25 bis 45 Zentimetern Durchmesser im balinesischen Gamelan, sein Gegenstück auf Java und auf Lombok heißt kempul.
Kulintang bezeichnet eine Reihe tiefer Buckelgongs (oder Kesselgongs) im gleichnamigen Orchester, dessen Verbreitungsschwerpunkt im Süden der Philippinen liegt.

## Kesselgongs

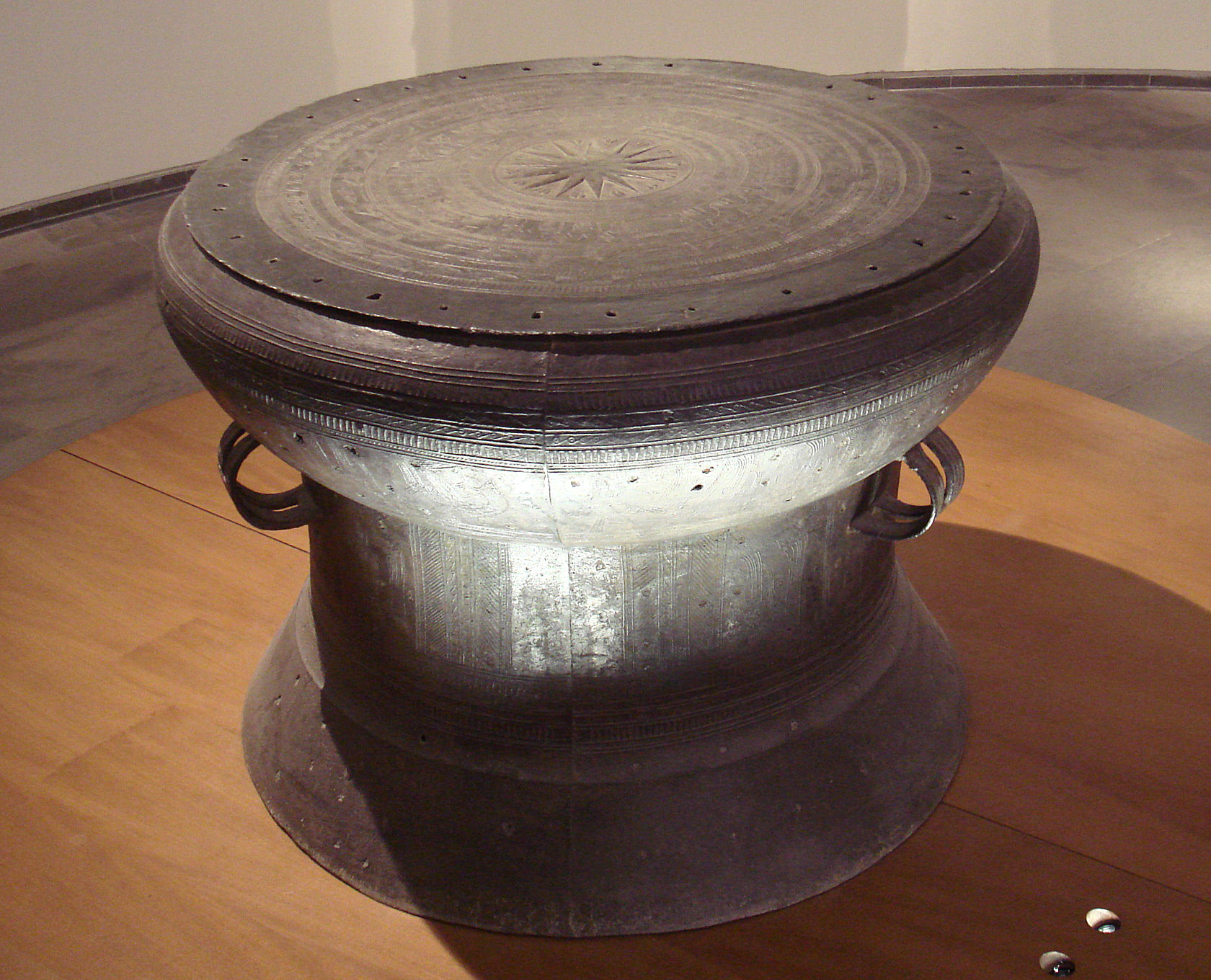
Dong-Son-Trommel, Typ II aus Sông Đà im äußersten Nordwesten Vietnams. Musée Guimet, Paris

Südostasiatische Bronzegongs können eine kultische Bedeutung haben und ein Symbol für Reichtum darstellen. Sie stehen in einer Verbindung mit den ostasiatischen Kesselgongs, die wegen ihrer äußeren Form häufig „Bronzetrommeln“ genannt werden und zu denen die aus der Dong-Son-Kultur ab etwa der Mitte des 1. Jahrtausend v. Chr. stammenden Dong-Son-Trommeln gehören. Den Begriff „Bronzepauken“ übersetzte erstmals J.J.M. de Groot 1898 nach dem chinesischen Wort tonggu (aus tong, „Bronze, Messing, Metall“, und gu, „Trommel“), Franz Heger führte in seiner grundlegenden Arbeit 1902 vier Hauptgruppen (nachfolgend Heger I, II, III und IV genannt) dieser „Metalltrommeln“ ein. Beide Bezeichnungen sind laut Curt Sachs (1915) unglücklich gewählt, da es sich bei diesen Objekten gemäß der Hornbostel-Sachs-Systematik nicht um Membranophone handelt. Sachs schlug daher 1915 stattdessen die Bezeichnung „Kesselgong“ vor. Robert von Heine-Geldern wollte 1932 für die von Indonesien bis in die Mongolei vorkommenden Kultgegenstände beim Namen „Metalltrommeln“ bleiben, da sie von der äußeren Form eine Ähnlichkeit mit Felltrommeln aufweisen. Klassifikatorisch ist auch die namentliche Zuordnung zu Gongs problematisch, da Gongs im Wesentlichen geschmiedet und Kesselgongs gegossen werden. Die Benennung „Trommel“ für ein Idiophon hat sich wiederum auch bei den „Schlitztrommeln“ und der „Steel Drum“ von Trinidad eingebürgert. Anstelle des Trommelfells liegt auf dem Korpus der Kesselgongs eine meist mit kunstvollen Gravuren verzierte Bronzeplatte. Von einem Stern im Zentrum der Platte gehen geometrische Muster aus, dazwischen finden sich Darstellungen von Seelenschiffchen (mit denen die Verstorbenen ins Jenseits gelangen), Häusern, Säugetieren, Fischen und Menschen.
Ähnliche Bronzetrommeln sind bei den Karen in der thailändisch-myanmarischen Grenzregion noch heute unter dem Namen hpà si („Froschtrommel“) in Gebrauch. Sie sind als „Karen-Trommeln“, weil von den Karen verwendet und als „Shan-Trommeln“, weil von den Shan hergestellt bekannt und sollen über die magische Fähigkeit zum Regenmachen verfügen. Auf dem äußeren Rand sitzen wie bei den Dong-Son-Trommeln eine Reihe von Froschfiguren, sie bedeuten allgemein, dass die Trommel als „männlich“ gedacht wird, im Unterschied zur „weiblichen“ Trommel ohne Frösche. In ihrer Funktion als Ritualobjekte gehören hierzu auch die schlanken sanduhrförmigen Bronzetrommeln moko des ostindonesischen Alor-Archipels. Auch in den abgelegenen Bergregionen im Nordwesten Vietnams halten Minderheitenvölker heute noch Bronzetrommeln in Ehren. Die größte vietnamesische Sammlung von Bronzetrommeln beherbergt das Nationalmuseum für Geschichte in Hanoi, die weltweit größte Sammlung mit 560 Exemplaren (Stand 1988) das Provinzmuseum im chinesischen autonomen Gebiet Guangxi.
Chinesische Kesselgongs (tonggu) aus Bronze sind bei einigen Minderheitenvölkern wie den Miao, Yao oder Zhuang im Süden des Landes verbreitet. Ihr Durchmesser beträgt meist zwischen 50 und 100 Zentimeter. An den gegenüberliegenden Rändern sind zwei Henkel angebracht, um einen Tragegurt daran zu befestigen. Zur Dekoration der Platte gehören auch hier üblicherweise ein zwölfstrahliger Stern in der Mitte und geometrische Muster in mehreren konzentrischen Kreisen. Vier bis sechs kleine Frösche sind symmetrisch am Rand verteilt. Der älteste Kesselgong in Südchina stammt aus dem 6. Jahrhundert v. Chr. und wurde in der Provinz Yunnan gefunden. Er ist mit einem achtzackigen Stern verziert, trägt aber noch keine aufgesetzten Figuren am Rand. Eine besonders kleine Kesseltrommel wurde 1961 in Nordthailand entdeckt, ihre Höhe beträgt 29 Zentimeter, bei einem oberen Durchmesser von 44 Zentimetern.
Die erste Bronzetrommel brachte der Naturforscher Georg Eberhard Rumpf 1682 nach Europa und übergab sie Cosimo III. de’ Medici, dem Großherzog von Toskana. Rumpf beschrieb auch als Erster den „Mond von Pejeng“, die größte bekannte Bronzetrommel. Sie ist benannt nach ihrem Aufstellort in einem kleinen Gebäude im Tempelhof von Pejeng im Distrikt Gianyar auf Bali. Ihr Durchmesser beträgt 1,6 Meter und ihre Höhe 1,86 Meter, nach ihrer Form ist sie mit dem moko-Typ verwandt.
Ein Grenzfall zwischen einem idiophonen (selbst klingenden) Kesselgong und einer, von einer Schwingungsmembran angeregten Trommel ist der große kreisrunde Kupferkessel mizhavu aus Südindien, dessen über eine winzige Öffnung gespanntes Fell mit den Händen geschlagen wird.